# شينوسكي ناكاتاني
شينوسكي ناكاتاني (باليابانية: 中谷 進之介) (مواليد 24 مارس 1996)، هو لاعب كرة قدم ياباني سابق كان يلعب كمدافع.

## وصلات خارجية
- شينوسكي ناكاتاني على موقع الاتحاد الدولي (مؤرشف)  (الإنجليزية)
- شينوسكي ناكاتاني على موقع رابطة كرة القدم اليابانية للمحترفين (اليابانية)
- شينوسكي ناكاتاني على موقع إي إس بي إن إف سي (الإنجليزية)
- شينوسكي ناكاتاني على موقع قاعدة بيانات كرة القدم.إي يو (الإنجليزية)
- شينوسكي ناكاتاني على موقع ناشيونال فوتبول تيمز (الإنجليزية)
- شينوسكي ناكاتاني على موقع Soccerbase.com (لاعب) (الإنجليزية)
- شينوسكي ناكاتاني على موقع Soccerway.com (الإنجليزية)
- شينوسكي ناكاتاني على موقع عالم كرة القدم.نت (الإنجليزية)
- شينوسكي ناكاتاني على موقع كووورة
- شينوسكي ناكاتاني على موقع أوليمبيديا (الإنجليزية)